# Sticherus lanosus
Sticherus lanosus là một loài dương xỉ trong họ Gleicheniaceae. Loài này được Christ J. Gonzales mô tả khoa học đầu tiên năm 2011.